# Gottlieb Lebrecht von Wilkenitz
Gottlieb Lebrecht von Wilkenitz, auch von Wilichnitz, (* 17. Jahrhundert; † 18. Jahrhundert) war ein sächsischer Beamter. Er wurde 1724 Amtshauptmann des sächsischen Amtes Sangerhausen.
Wilkenitz war Erbherr aus Benndorf und Volkstedt und gleichzeitig Schloss- und Amtshauptmann in Sangerhausen.